# BMW 328
För den moderna bilen, se BMW 3-serie.

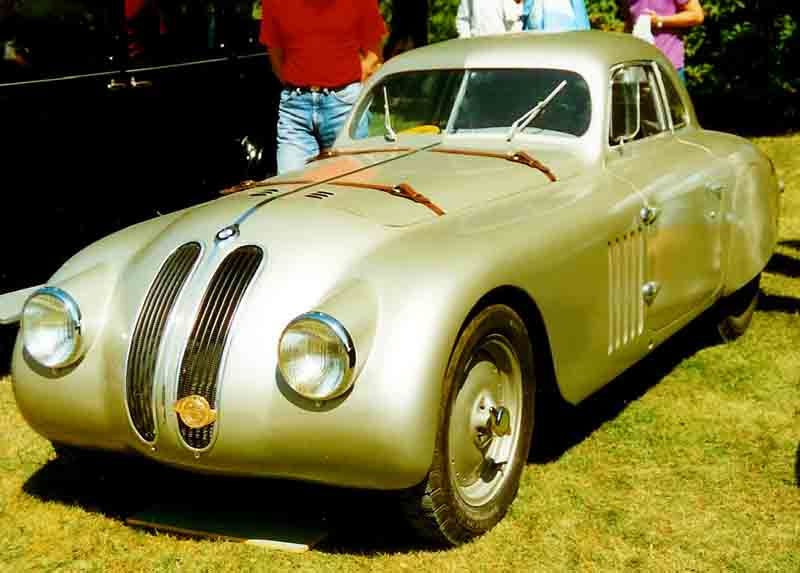
BMW 328 Mille Miglia Coupé 1940

BMW 328 är en sportbil, tillverkad av den tyska biltillverkaren BMW mellan 1936 och 1940.

## BMW 328
BMW 328 var en sportversion av 327-modellen. Den byggde på ett kortat chassi och fick en enkel öppen kaross. Fabriksteamets tävlingsbilar hade ofta lätta specialkarosser.

## Motorsport
328:n var BMW:s dittills mest framgångsrika tävlingsbil och vann sin första stora tävling, Eifelrennen 1936, redan på prototypstadiet. Bilen tog klassegrar i Mille Miglia 1938 och Le Mans 24-timmars 1939. Till de största framgångarna hör segrarna i RAC-rallyt 1939 och Mille Miglia 1940.
Efter andra världskriget användes 328:n som grund för nya tävlingsbilar från tyska Veritas och brittiska Frazer Nash.

## Motor
Motorn hämtades från 327:an, men fick ett nytt topplock med hemisfäriska förbränningsrum. Ventilerna styrdes av en enkel kamaxel i motorblocket via stötstänger på motorns insugssida, vilket krävde ett komplicerat ventilstyrningssystem med korta stötstänger tvärs över toppen som påverkade avgasventilerna via vipparmar. De tre förgasarna var placerade ovanpå motorn, mellan ventilkåporna.
| Modell | Motor              | Cylindervolym | Effekt | Bränslesystem |
| ------ | ------------------ | ------------- | ------ | ------------- |
| 328    | 6-cyl radmotor ohv | 1971 cm³      | 80 hk  | Tre förgasare |